# Rhynchosia lateritia
Rhynchosia lateritia är en ärtväxtart som beskrevs av Arturo Erhardo Erardo Burkart. Rhynchosia lateritia ingår i släktet Rhynchosia och familjen ärtväxter. Inga underarter finns listade i Catalogue of Life.